# Nový Dvůr (Kejžlice)
Nový Dvůr je osada, základní sídelní jednotka obce Kejžlice v okrese Pelhřimov. Nachází se asi 1,2 kilometru východně od Kejžlice. Je zde evidováno 14 adres. V roce 2013 zde trvale žilo sedm obyvatel. Osada leží na okraji Orlovských lesů, ve kterých se nachází Hájovna Orlovy. S touto lokalitou se pojí počátek českého skautského hnutí.

## Pamětihodnosti
- Kamenný kříž se svatým obrázkem
- Kaplička ve vsi

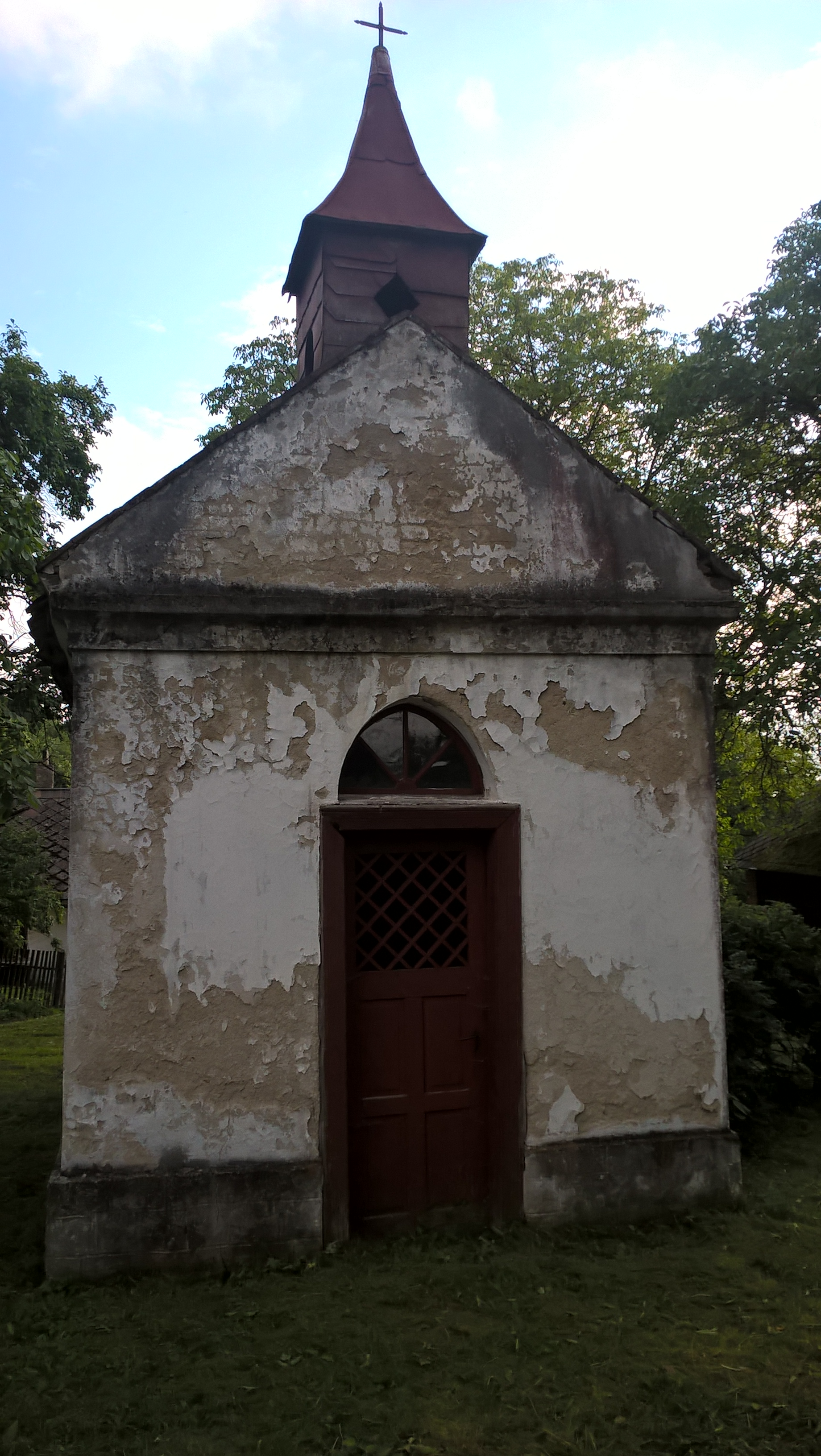
Kaplička
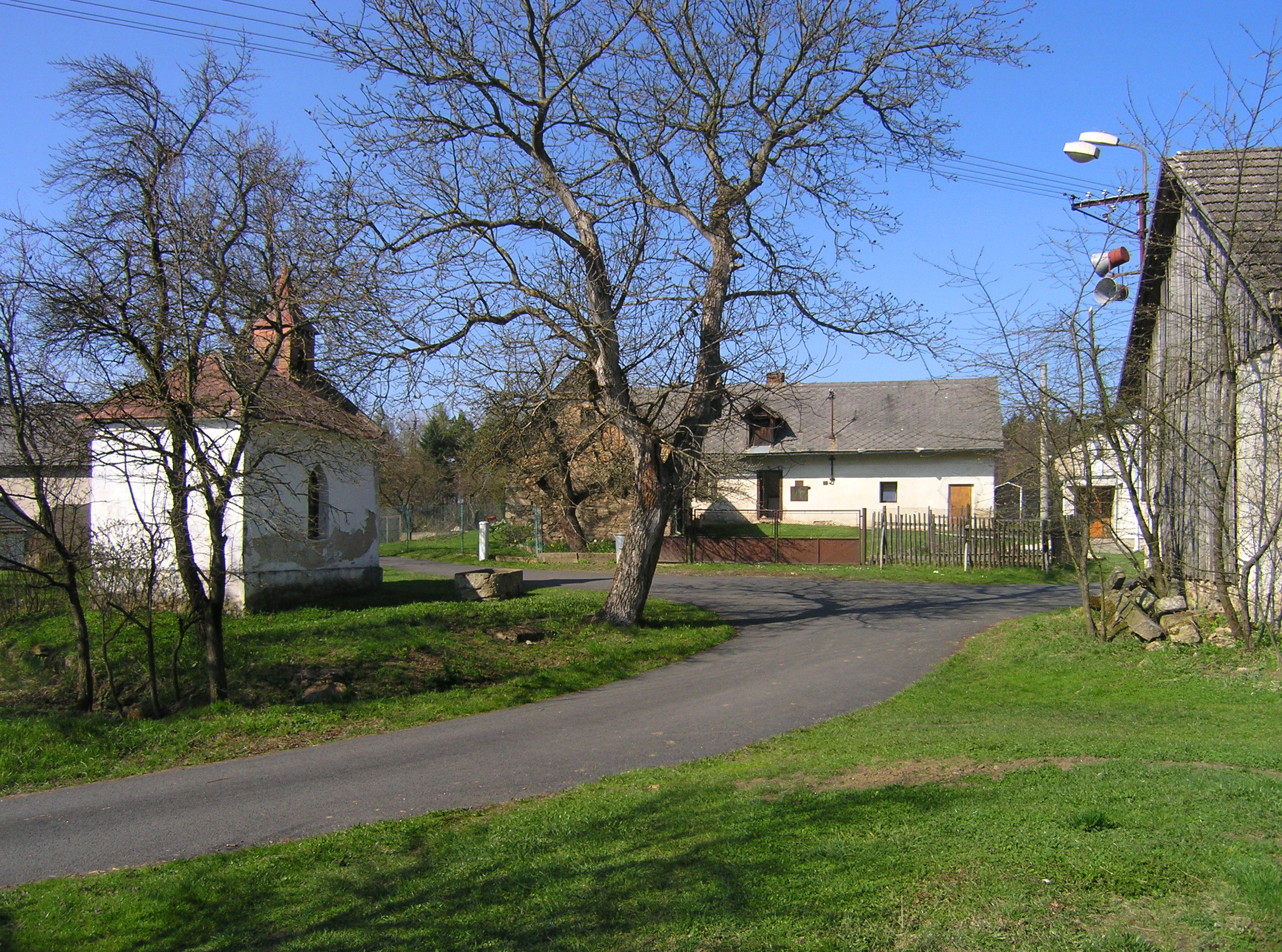
Náves